# Hamdi Abu Golayyel
Hamdi Abu Golayyel (arabisch حمدي أبوجليل, mit vollem Namen Hamdi Abu Hamid Issa, * 1967 in Al-Fayyūm; † 12. Juni 2023 in Kairo) war ein ägyptischer Schriftsteller.

## Leben
Abu Golayyel wurde 1967 in der Nähe der Oase Al Fayum (Ägypten) geboren. Er war beduinischer Abstammung. Um 1980 verließ er seine Heimat und zog nach Kairo, um dort als Bauhandwerker zu arbeiten. Seine erste Sammlung von Kurzgeschichten wurde 1997 veröffentlicht.
Abu Golayyel lebte in Kairo mit seiner Frau und zwei Töchtern, Hala und Dunya. Er war auch Verlagsleiter der Folk and Popular Culture Studies Series in the Mass/Public Culture Administration der ägyptischen Regierung und schrieb für die Tageszeitung der Emirate, Jaridat al-Ittihad al-Imaratiyya, sowie für die libanesische Zeitung as-Safir.

## Werke
- Sammlung von Kurzgeschichten: (Asrab al-Namlos اسراب النمل). Swarm of Bees: Kairo, Hayat Qusur al-Thaqafa (1997)
- 2.Sammlung von Kurzgeschichten: Ashya' matwiyya Shnanaya fa'iqa اشياء طوية بعناية فائقة. Kairo, Al Hay'a al-misriyya al-Shnamma Lil-Kitab (2000)
- Roman: Lusus mutaqa'idum لصوص متقاعدون, Thieves in Retirement, Kairo, Dar Mirit (2002). Die englische Übersetzung folgte im Jahre 2004.
- Außerdem schrieb er das Sachbuch al-Qahira: Shawari' wa-hikayat (Cairo: Streets and Stories, Kairo: Maktabat al-usra, 2003).